# غامبيا للاتصالات المحدودة
شركة غامبيا للاتصالات المحدودة ، والمعروفة أيضًا باسم Gamtel (جاتميل) باختصار، هي شركة الاتصالات الرئيسية في غامبيا . وهي شركة حكومية ، مهمتها الإشراف على تقديم خدمات الاتصالات والإنترنت في البلاد. بالتعاون مع شركة الإنترنت Gamnet التابعة لشركة Gamtel، نجحت الشركة في بناء البنية التحتية للإنترنت في غامبيا.  تأسست الشركة في عام 1984 بموجب قانون برلماني باعتبارها مزود خدمات الاتصالات المرخص الوحيد في البلاد، حيث تمتلك حكومة غامبيا 99٪ من أسهمها، وتمتلك هيئة ميناء غامبيا النسبة المتبقية البالغة 1٪.  في عام 1993، بدأت مهمة إنشاء خدمة الإذاعة والتلفزيون في غامبيا ، وهي الشركة التي تدير صناعة الإذاعة والتلفزيون في البلاد.  توظف شركة Gamtel (جاتميل) حاليًا أكثر من 1000 شخص ومكاتبها الرئيسية متواجد في Gamtel House(بيت جاتميل) في بانجول . 
في عام 2007، تمت تخصيص شركة جامتيل جزئيًا و بيع 50% من أسهمها إلى مجموعة سبيكتروم ، و هي شركة لبنانية، بسبب المشاكل المالية في جامتيل.  انتهى الاندماج بعد عام واحد فقط، عندما رفضت شركة Gamtel (جاتميل) تجديد عقد إدارة الطيف.  ولم يتضح بعد ما إذا كانت شركة Spectrum (سبيكترم) لا تزال تمتلك حصة كبيرة في Gamtel (جاتميل).

## روابط خارجية
- شركة جامبيا للاتصالات ( جامتيل ) (الصفحة الرسمية)
- شركة جامسيل للهاتف المحمول
- وزارة الدولة للاتصالات والمعلومات وتكنولوجيا المعلومات
- AllAfrica، The Banjul Daily Observer، مقالة بعنوان " غامبيا: مجلس إدارة مؤقت جديد لشركة جامتيل " بتاريخ الثاني من ديسمبر 2008، تم استرجاعها في 24 يناير 2009
- سيباكو، مقال " غامبيا" :Gamtel تمهد الطريق إلى الفضاء الإلكتروني نسخة محفوظة 2011-07-25 على موقع واي باك مشين. 31 أغسطس 2006، تم استرجاعه في 24 يناير 2009